# 존 맥콕

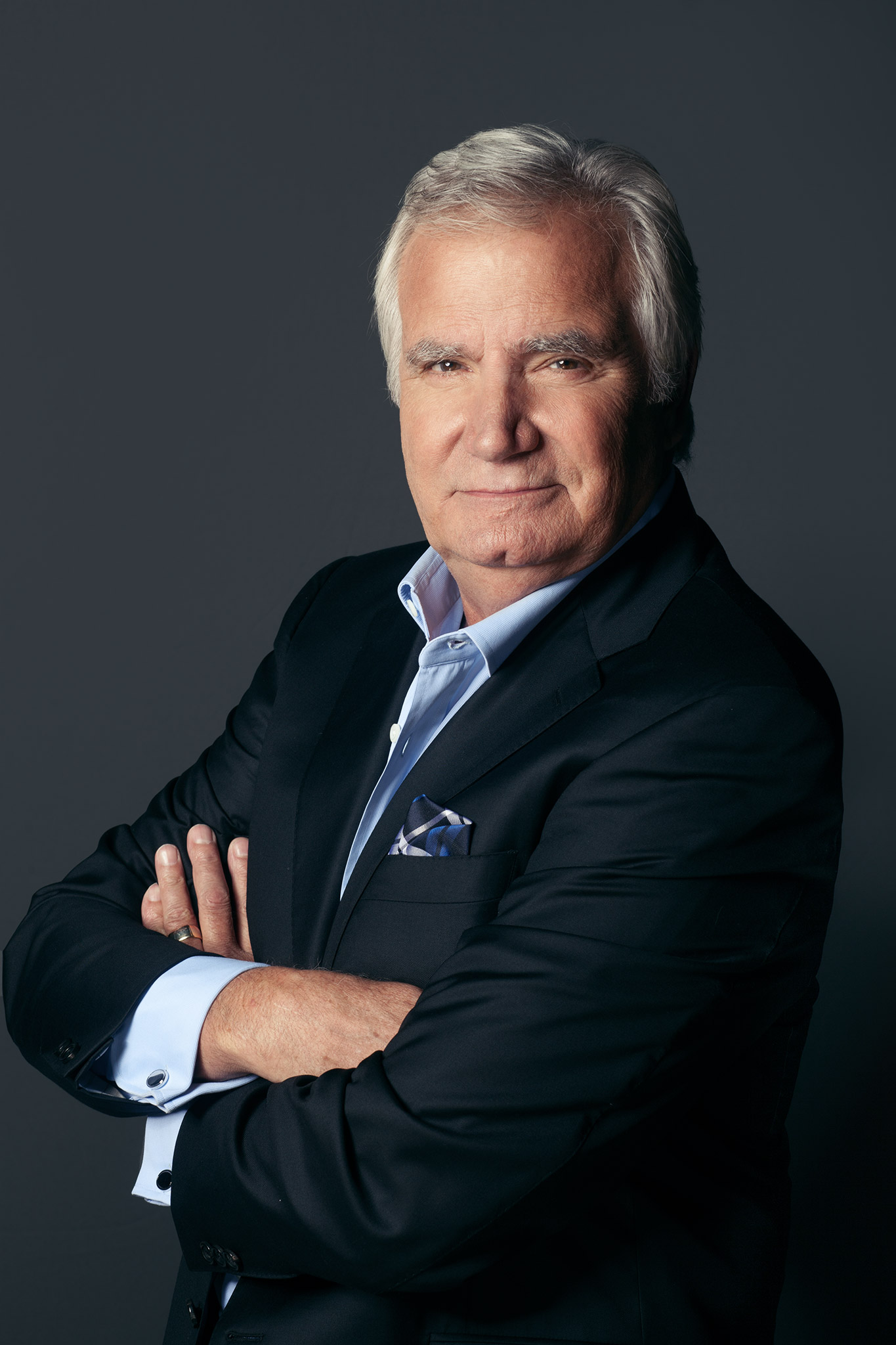

존 맥콕(John McCook, 1944년 6월 20일 ~ )은 미국의 배우, 영화배우, 가수, 텔레비전 배우이다.
벤투라에서 태어났다.

## 방송
- 더 영 앤 더 레스트리스
- B&B

## 영화
- 인빈서블 아이언 맨 (2007년) - 하워드 스타크 목소리 역
- 유혹의 함정 2 (1997년)
- 비앤비 (1987년)
- 할아버지는 멋쟁이 (1986년)
- LA 로 (1986년)
- 달리는 사이먼 (1981년)
- 매그넘 P.I. (1980년)
- 꿈꾸는 낙원 (1978년)
- 더 영 앤 더 레스트리스 (1973년)
- 사건비화 (1967년)
- 마이 블러드 런스 콜드 (1965년)